# شراکت (مجموعه تلویزیونی)
شراکت (انگلیسی: Chip In; کره‌ای: 십시일반) یک مجموعهٔ تلویزیونی کره جنوبی سال ۲۰۲۰ با بازی اوه نا-را و کیم هه-جون است. این مجموعه از ۲۲ ژوئیه تا ۱۳ اوت ۲۰۲۰ روزهای چهارشنبه و پنجشنبه ساعت ۲۱:۳۰ (کی‌اس‌تی) از ام‌بی‌سی برای ۸ قسمت پخش شد.

## خلاصه داستان
یک نقاش معروف به نام یو این-هو به بیماری لاعلاج مبتلا می‌شود. روز تولد پنجاه و هشت سالگی خود تصمیم می‌گیرد تا آخرین وصیت خود را به اشتراک بگذارد. ارثیه و ثروت زیاد او باعث ایجاد حرص و طمع و درگیری روحی بین اعضای خانواده می‌شود. افراد زیادی در اطراف او وجود دارد که فقط به دنبال ثروت او هستند. فردای روز تولد او به طرز مشکوکی فوت می‌کند و همه مظنون به قتل او هستند.

## بازیگران

### بازیگران اصلی
- اوه نا-را در نقش کیم جی-هه[۵]
- کیم هه-جون در نقش یو بیت-نا[۶]

### بازیگران مکمل

#### خانوادهٔ یو
- نام مون-چول در نقش یو این-هو (پدر یو بیت-نا که نقاش معروفی است)
- کیم جونگ-یونگ در نقش جی سول-یونگ
- چوی کیو-جین در نقش یو هه-جون (برادرزادهٔ یو این-هو)
  - اوک چان-یو در نقش جوانی هه-جون
- هان سو-هیون در نقش دوک گو-چول (برادر ناتنی یو این-هو)
- کیم شی اون در نقش دوک گو-سون (دختر دوک گو-چول)

#### کارمندان خانوادهٔ یو
- لی یون-هی در نقش مون جونگ-ووک (دوست یو این-هو)
- نام می-جونگ در نقش خانم پارک (خدمتکار خانواده)
- کیم میونگ-سون در نقش جین یون-هی (یک وکیل)

### سایر بازیگران
- لی سونگ-هیونگ در نقش یک پزشک
- جونگ چول-سون در نقش کارآگاه کانگ
- پارک جونگ-اون در نقش یک گزارشگر
- کوان دونگ-هو در نقش کارآگاه هونگ جه گیو
- جونگ جه-کوان در نقش یک مصاحبه‌کننده
- وی شین-ئه در نقش یک داروساز